# المجران (المحويت)

تعديل مصدري - تعديل

المجران هي إحدى قرى عزلة المجاديل بمديرية المحويت التابعة لمحافظة المحويت، بلغ تعداد سكانها 215 نسمة حسب تعداد اليمن لعام 2004.